# Basommatophora
Basommatophora ima 300 vrsta, a kao respiratorni organ koriste škrge (puževi plućaši). Većina ih naseljava kopnene vode širom sveta. 

## Morfologija
Basommatophora imaju tentakule koje se ne uvlače. U njihovoj osnovi imaju proste oči. Kod većine vrsta ljuštura je tanka i prozirna, a svima osim Amphibolidae nedostaje operkulum

## Sistematika
- Acroloxidae  Thiele, 1931
- Amphibolidae  J. E. Gray, 1840
- Ancylidae  Walker, 1923
- Carychiidae  Jeffreys, 1830
- Latiidae  Gould, 1852
- Lymnaeidae  Rafinesque, 1815
- Otinidae  H. Adams & A. Adams, 1855
- Physidae  Fitzinger, 1833
- Planorbidae  Rafinesque, 1815
- Siphonariidae J. E. Gray, 1840
- Trimusculidae  Zilch, 1959[1]

Porodica Lymnaeidae obuhvata vrste kod kojih je ljuštura tanka, visoko konusna. Kod većine vrsta je dekstralna. U evropskim vodama se iz roda Lymnaea često se sreću Lymnaea stagnalis (veliki barski puž) i Lymnaea truncatula (mali barski puž), koji je prelazni domaćin velikom ovčijem metilju (Fasciola hepatica). Kod familije Planorbidae ljuštura je slabo konusna ili planospiralna. Porodica Siphonariidae se sadruge strane sekundarno prilagodila na život u slanoj vodi, pa su sada morski puževi. Jedna vrsta u porodici Amphibolidae je primitivna pa zadržava operkulum.